# Музей Фаберже в Баден-Бадене
Музей Фаберже — музей, посвященный творчеству фирмы ювелира Карла Густавовича Фаберже. Основан А. Н. Ивановым. Расположен в немецком городе-курорте Баден-Баден.

## Экспозиция
В коллекции музея, насчитывающей более 700 экспонатов, представлен весь спектр произведений фирмы Фаберже от Императорских пасхальных яиц до изделий из металла времен Первой мировой войны. Наряду с обширной коллекцией ювелирных изделий собрание музея включает в себя самые крупные в мире коллекции портсигаров, миниатюрных фигурок анималистического жанра, изделий повседневного спроса из серебра, золота, драгоценных и полудрагоценных камней.
Наиболее значительным приобретением стало яйцо Фаберже, созданное в 1902 году, как подарок в честь помолвки Барона Эдуарда де Ротшильда (Baron Edouard de Rothschild). Иванов приобрел его во время международных торгов на аукционе Кристис (Christie’s) 28 Ноября 2007 года. Его цена составила 9 миллионов британских фунтов (18.5 миллионов долларов на тот момент). По словам Иванова – «это наилучшее произведение Фаберже».
Помимо яйца Фаберже, принадлежащего Ротшильду, коллекция музея включает в себя редкий серебряный графин в форме кролика, и созданное специально к Пасхе 1917 года, имперское пасхальное яйцо, сделанное из карельской березы, инкрустированное золотом и бриллиантами. Однако царь Николай II был свергнут с престола прежде чем успел преподнести его в подарок своей матери. Приобретение этого яйца вызвало некоторое сомнение экспертов, так как о его существовании не было известно ранее. Сейчас Иванов располагает некоторым количеством документов, собранных в исследовательских фондах и государственных архивах России, которые свидетельствуют о подлинности яйца. Оно экспонировалось на многих важнейших международных выставках и его подлинность была признана некоторыми учеными.

## История
Музей Фаберже был открыт в немецком курортном городе Баден-Баден в мае 2009 года коллекционером Александром Ивановым из Москвы.
По словам Иванова, приобретение и работы по реновации музея обошлись в примерно 17 миллионов евро, включая охранную систему, которая обошлась в один миллион евро. Иванов выбрал Баден-Баден, находящийся около западной границы Германии, поскольку «курорт находится вблизи от Франции и пользуется большой популярностью у зажиточной публики; более того он исторически является самым популярным курортом среди русских». Местное правительство также изначально поддерживало идею проекта.
Вскоре в Музее Фаберже откроется новое крыло, которое добавит дополнительных 600 метров выставочного пространства, посвященного старым европейским мастерам и доколумбовым ювелирным изделиям из Перу. Также помещение для хранения раритетных автомобилей будет расширено более чем на 2 000 квадратных метров. Иванову принадлежит около 50 американских и европейских раритетных авто, произведенных в период с конца 1890 до 1930 годов. Все находятся в прекрасном состоянии. Иванов планирует открыть ещё один Музей Фаберже в Дубровнике, Хорватия. В данный момент ведутся переговоры с властям города относительно его открытия.
Иванов говорит, что именно безопасность и сохранность коллекции была основной причиной открытия музея именно в Германии. В интервью британской газете Independent он сказал, что "очень тяжело учредить нечто подобное в России из-за множества административных барьеров и постоянной зависимости от кого-то. Нет уверенности в том, что коллекция будет защищена от посягательств государства, или бандитов, или кого бы то ни было. "Безусловно, в Германии мы тратим солидные деньги на систему защиты, тем не менее присутствует уверенность в том, что со стороны государства не возникнет никаких посягательств на права собственности.
В апреле 2009 года за месяц до открытия Музея Фаберже, компания под названием Faberge Ltd., зарегистрированная на Каймановых островах, подала иск к Музей Фаберже, утверждая, что именно она владеет правами на название «Фаберже». Это судебное дело осложнило первый год существования музея, поскольку музею было запрещено использовать имя «Фаберже», что означало невозможность даже повесить вывеску с названием на стене музея. За первые 12 месяцев после открытия музей получил доход в размере 500 000 евро, в то время как ожидаемый доход расценивался от 1 000 000 до 1 500 000 евро, — рассказал Иванов. Он ожидал около миллиона посетителей в год при отплате по 10 евро с человека за посещение. Результатом процесса стало беспрецедентное решение арбитражного суда во Франкфурте на Майне в январе 2010 года, которое не только легитимизировало Музеем использование имени Карла Фаберже, но и обязало компанию истца уплатить все судебные неустойки. В оправдание принятого решения лег постулат, что имя известной исторической личности не может быть узурпировано для коммерческого использования, так как является общедоступным культурным наследием.